# Napoleonsturm (Mildensee)

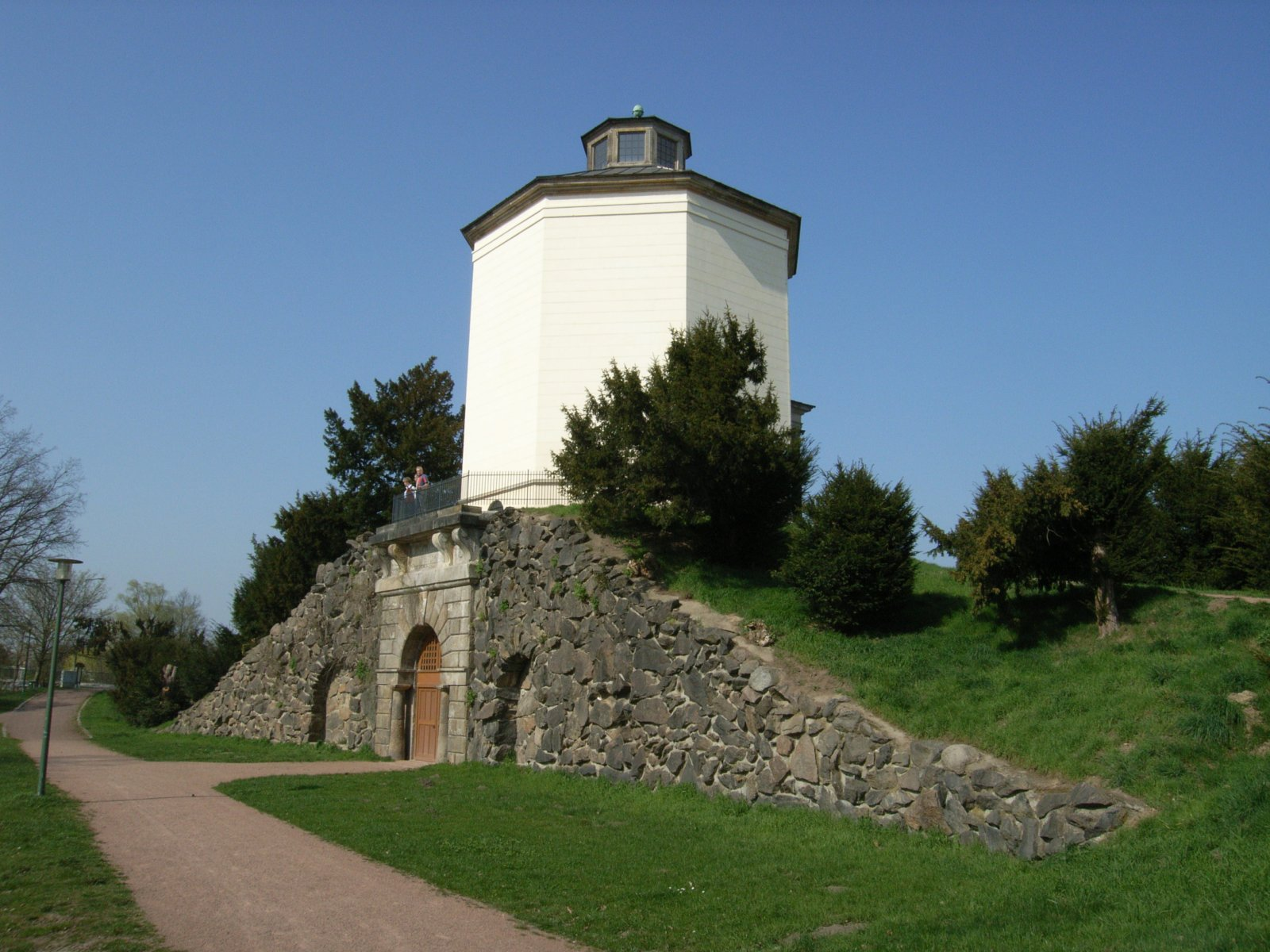
Der Napoleonsturm

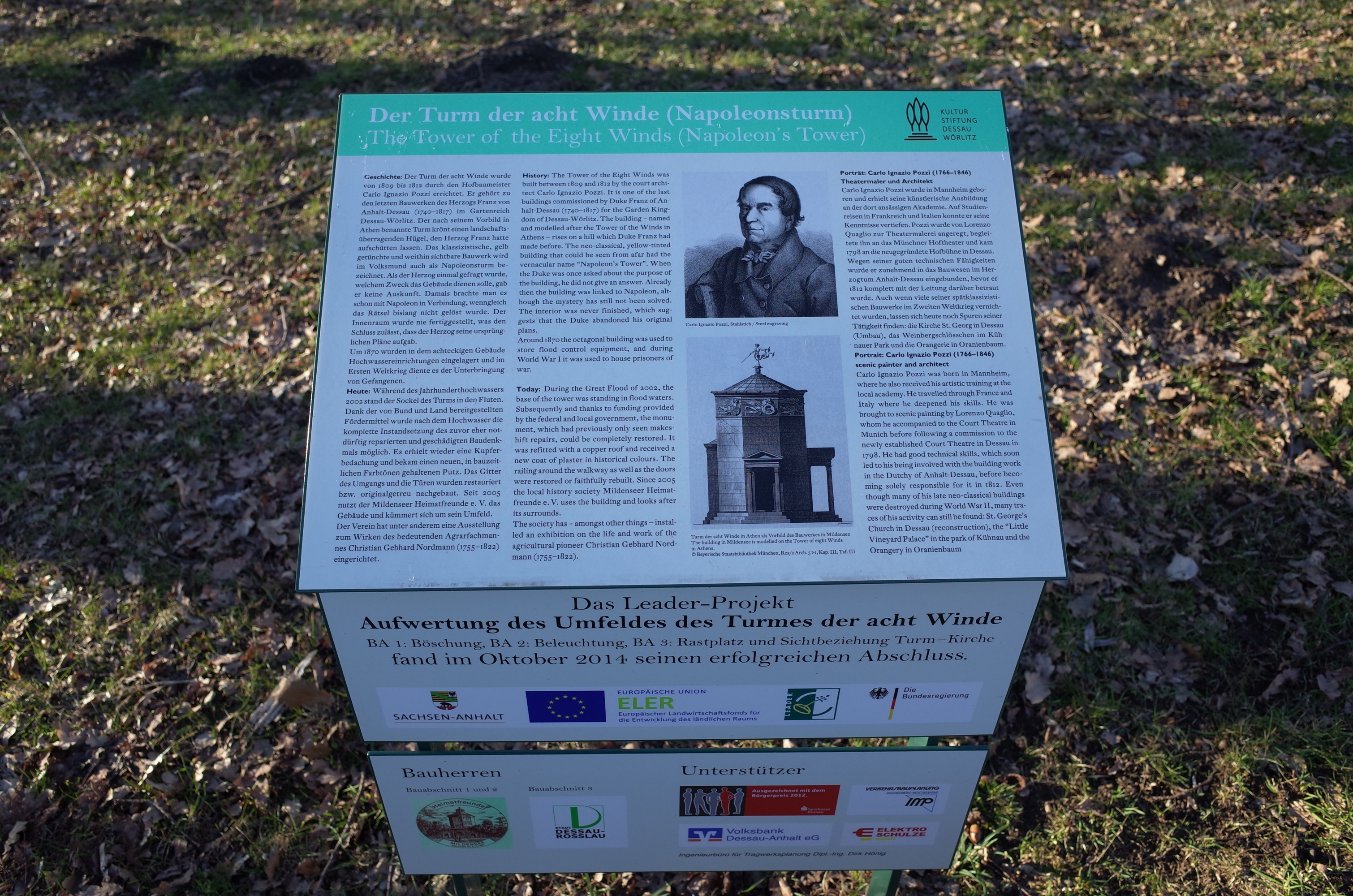
Informationstafel am Turm

Der Napoleonsturm ist ein historisches denkmalgeschütztes Bauwerk in Mildensee, einem Ortsteil von Dessau-Roßlau in Sachsen-Anhalt.

## Geschichte
Fürst Leopold III. Friedrich  Franz ließ seinen Baumeister Carlo Ignazio Pozzi in den Jahren 1809 bis 1812 auf einem künstlichen Hügel, der aus Feldsteinen errichtet worden war, ein Grabmal für sich bauen. Dieses oktogonale klassizistische Bauwerk hatte den Turm der Winde in Athen als Vorbild und wurde zunächst als Turm der acht Winde bezeichnet, erhielt jedoch im Volksmund entgegen dem Willen des Fürsten schnell den Namen Napoleonsturm. Bis um 1860 soll eine Büste Napoleons im Eingangsbereich des Turmes gestanden haben.
Der Fürst verlor das Interesse an dem Turm, als sich herausstellte, dass das Bauwerk hochwassergefährdet und damit in seinen Augen nicht als Grabmonument geeignet war. Offenbar verzichtete er deshalb auch auf eine Innenausstattung des Turms. Allerdings wurde im Oktober 1935 doch noch eine Leiche im Napoleonsturm aufgebahrt, nämlich die des Reichsstatthalters von Dessau Wilhelm Friedrich Loeper. Danach trug der Turm zehn Jahre lang den Namen Loeperturm. Leopold III. Friedrich Franz selbst wurde neben seiner Gattin in der Walderseer Kirche bestattet, Loeper später im Mildenseer Friedhof beigesetzt.
Der Turm wurde während des Elbhochwassers 2002 durch eine Überflutung seines Untergeschosses schwer beschädigt. 2005 war die Sanierung abgeschlossen. Im Obergeschoss des Turmes wurde eine Ausstellung zum Wirken von Christian Gebhard Nordmann eingerichtet, die am 9. September 2005 im Rahmen des Nordmannfestes anlässlich des 250. Geburtstags des Agrarfachmanns eröffnet werden sollte.